# Astor de Nova Bretanya
L'astor de Nova Bretanya (Tachyspiza princeps; syn: Accipiter princeps) és un ocell rapinyaire de la família dels accipítrids (Accipitridae). És endèmic dels boscos de l'illa de Nova Bretanya. El seu estat de conservació es considera vulnerable.
Anteriorment classificat com a gairebé amenaçat per la UICN, es va sospitar que era més rar del que fins llavors s'havia suposat. Amb una avaluació de l'estat de la població, les sospites es van confirmar i, en conseqüència, el seu estat de conservació va ser elevat a la categoria de vulnerable el 2008. La primera fotografia d'un astor de Nova Bretanya es va fer el març de 2024 al districte de Pomio de Nova Bretanya.

## Taxonomia
Tradicionalment l'astor de Nova Bretanya estava classificat dins el gènere Accipiter. Tanmateix, estudis filogenètics moleculars van trobar que aquest gènere era polifilètic i es va proposar reordenar les seves espècies en 5 gèneres monofilètics. En base a aquests estudis, el Congrés Ornitològic Internacional, en la seva llista mundial d'ocells (versió 14.2, 2024) transferí aquesta espècie al gènere Tachyspiza, que fou recuperat per a tal fí.
Segons el Handook of the Birds of the World i la quarta versió de la BirdLife International Checklist of the birds of the world (Desembre 2019), aquest tàxon apareix classificat dins del gènere Accipiter.